# Karl Theodor Ernst von Siebold
Karl Theodor Ernst von Siebold (Wurzburgo, 16 de febrero de 1804 - 7 de abril de 1885) fue un anatomista, botánico, y zoólogo alemán.
Siebold era hijo de un médico y miembro de una familia con numerosos científicos, era primo hermano del físico y naturalista Philipp Franz von Siebold.
Estudia medicina y ciencias en la Universidad de Berlín y deviene sucesivamente profesor de Zoología, de Fisiología y de Anatomía comparada en Kaliningrado, Erlangen, Friburgo de Brisgovia, Breslau, u Múnich.
En colaboración con Friedrich Hermann Stannius (1808-1883) publican un manual de Anatomía comparada. En 1848, Siebold funda, con Rudolph Albert von Kölliker (1817-1905) una publicación que devendrá rápidamente en una de las más importantes de la literatura científica en Biología : Zeitschrift fur wissenschaftliche Zoologie.
Fue autor de trabajos en Helmintología y en Entomología. Aunque no originó descubrimientos fundamentales, sus actividades le dieron renombre en la biología alemana de su época.

## Algunas publicaciones
1. 1839. Beiträge zur Naturgeschichte der wirbellosen Thiere. Danzig
2. 1845. Lehrbuch ver vergleichenden Anatomie der Wirbellossen Thiere (Berlín), se trata del primer volumen de la serie Lehrbuch der Vergleichenden Anatomie (Ed. C.T.E. von Siebold & F.H. Stannius, de 1845 a 1848)
3. 1857. Sobre la Partenogénesis Verdadera en Polillas y Abejas: Contribución a la Historia de la Reproducción en Animales. Libro completo, pdf 7.466 kb. Traducido por William Sweetland Dallas, 1857. John Van Voorst
4. 1856. Wahre Parthenogenesis bei Schmetterlingen und Bienen: Ein Beitrag zur. Publicado en 1856. W. Engelmann. 144 pp. Libro completo, pdf 5.144 kb
5. 1863. Die Süsswasserfische Mitteleuropas. Leipzig

## Honores

### Epónimos
Especies animales
- Enhydris sieboldi Schlegel, 1837 o culebra de agua de Siebold
- Ergasilus sieboldi von Nordmann, 1832
- Lineola sieboldii (Kölliker, 1845) Gerlach & Riemann, 1974
- Pegantha sieboldi (Haeckel, 1879)
- Trichosphaerium sieboldi Schneider, 1878
- Stenostomum sieboldi von Graff, 1878
- Colobomatus sieboldi (Richiardi, 1877)
- Hyalonema sieboldi Gray, 1835

Especies vegetales
- (Agavaceae) Calodracon sieboldii Planch.[2]

- (Apiaceae) Angelica sieboldii Miq.[3]

- (Apiaceae) Ostericum sieboldii (Miq.) Nakai[4]

- (Aquifoliaceae) Ilex sieboldii Miq.[5]

- (Araceae) Arisaema sieboldii de Vriese ex K.Koch[6]

- (Asclepiadaceae) Cynanchum sieboldii (Franch. & Sav.) Ohwi[7]

- (Berberidaceae) Berberis sieboldii Hort. ex Dippel[8]

- (Caryophyllaceae) Silene sieboldii (Van Houtte) H.Ohashi & Nakai[9]

- La abreviatura «C.Siebold» se emplea para indicar a Karl Theodor Ernst von Siebold como autoridad en la descripción y clasificación científica de los vegetales.[10]

## Abreviatura (zoología)
La abreviatura Siebold  se emplea para indicar a Karl Theodor Ernst von Siebold como autoridad en la descripción y taxonomía en zoología.